# Skwierzyna (gmina)
Skwierzyna – gmina miejsko-wiejska w województwie lubuskim, w powiecie międzyrzeckim. W latach 1975–1998 gmina położona była w województwie gorzowskim.
Siedziba gminy to Skwierzyna.
Według danych z 30 czerwca 2004 r. gminę zamieszkiwało 12 769 osób.

## Ochrona przyrody
Na obszarze gminy znajduje się rezerwat przyrody Bagno Leszczyny chroniący zbiorowiska roślinności torfowiskowej – zespołu torfowiska wysokiego z charakterystyczną fizjonomią i budową kępkowo-dolinkową wraz z całym zróżnicowanym bogactwem roślinności runa.

## Struktura powierzchni
Według danych z roku 2002 gmina Skwierzyna ma obszar 285,44 km², w tym:
- użytki rolne: 24%
- użytki leśne: 68%

Gmina stanowi 20,57% powierzchni powiatu.

## Demografia

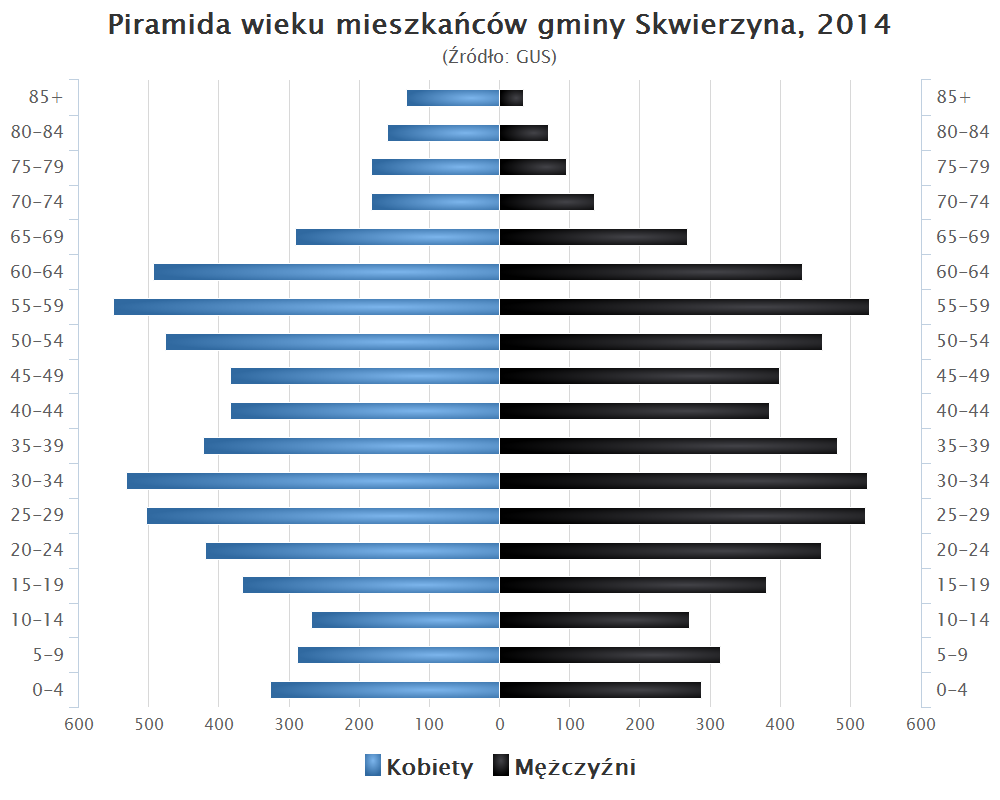
Piramida wieku mieszkańców gminy Skwierzyna w 2014 roku

Dane z 30 czerwca 2004:
| Opis                              | Ogółem | Ogółem | Kobiety | Kobiety | Mężczyźni | Mężczyźni |
| --------------------------------- | ------ | ------ | ------- | ------- | --------- | --------- |
| jednostka                         | osób   | %      | osób    | %       | osób      | %         |
| populacja                         | 12 769 | 100    | 6552    | 51,3    | 6217      | 48,7      |
| gęstość zaludnienia (mieszk./km²) | 44,7   | 44,7   | 23      | 23      | 21,8      | 21,8      |

## Sołectwa
Dobrojewo, Gościnowo, Krobielewko, Murzynowo, Świniary, Trzebiszewo, Wiejce.

## Pozostałe miejscowości
Czerwieniec, Gościnowo (osada leśna), Jezierce, Kijewice, Murzynowo-Łomno, Nowy Dwór, Rakowo, Skrzynica, Warcin.

## Sąsiednie gminy
Bledzew, Deszczno, Drezdenko, Międzychód, Przytoczna, Santok